# Javiera Muñoz
Javiera Margarita Odija Ubal Muñoz (Motala, 28 de mayo de 1977-Gotemburgo, 16 de enero de 2018) fue una cantante sueca con orígenes chilenos y uruguayos. 
Nacida el 28 de mayo de 1977 en Motala, condado de Östergötland, se crio en Hjällbo, un suburbio de Gotemburgo.
Javiera participó en el Melodifestivalen 2000 (la selección sueca para el Festival de la Canción de Eurovisión) con la canción Cada hora, cada minuto ("Varje timma, var minut") y acabó cuarta. En el Melodifestivalen 2002 acabó sexta con la canción "No hay nada más".
También participó en el programa chileno Rojo fama contrafama, donde cantó sus dos hits "Ándale mi corazón" y "Spanish delight", sin embargo no quedó en la clasificación final de la generación donde participó.
Murió tras diez años de lucha con la anorexia.

## Discografía
Álbumes
- 2001 - Javiera
- 2004 - True Love

Singles
- 2004 - Line of Fire
- 2003 - Vamos a gozar
- 2001 - Spanish Delight
- 2002 - No hay nada más
- 2002 - Will You Remember Me